# 사도부
사도부(司徒部)는 백제의 관서이다.

## 개요
사비 천도 이후 재정된 백제의 외관 10부 중의 하나로, 교육과 의례관계와 관한 일을 맡았다.